# Keron Ornchaiyaphum
Keron Ornchaiyaphum (thailändisch คีรอน อ้อนชัยภูมิ, * 21. November 1999 in Samut Sakhon) ist ein thailändischer Fußballspieler.

## Karriere
Khiron Oonchaiyaphum erlernte das Fußballspielen in der Schulmannschaft der Debsirin School sowie in der Jugendmannschaft von Buriram United. Hier unterschrieb er am 1. Dezember 2017 seinen ersten Vertrag. Der Verein aus Buriram spielte in der ersten thailändischen Liga. Die Saison 2020/21 wurde er an den Drittligisten Raj-Pracha FC ausgeliehen. Mit dem Verein aus der Hauptstadt Bangkok spielte er in der Western Region der Liga. Am Saisonende feierte er mit dem Verein die Vizemeisterschaft und anschließend den Aufstieg in die zweite Liga. Nach der Ausleihe kehrte er nach Buriram zurück um einen Monat später an den Bankoker Drittligisten Nonthaburi United S.Boonmeerit FC verliehen zu werden. Mit Nonthaburi spielte er in der Bangkok Metropolitan Region. Nach der Hinserie 2022/23 ging er ebenfalls auf Leihbasis zum Zweitligisten Trat FC. 
Sein Zweitligadebüt für den Verein aus Trat gab Khiron Oonchaiyaphum am 4. Februar 2023 (22. Spieltag) im Heimspiel gegen den Suphanburi FC. Bei dem 2:0-Sieg wurde er in der 76. Minute für Isariya Marom eingewechselt. Am Ende der Saison 2022/23 feierte er mit Trat die Vizemeisterschaft und den Aufstieg in die erste Liga. Für den Zweitligisten bestritt er zwei Ligaspiele. Nach der Ausleihe kehrte er nach Buriram zurück. Hier wurde sein Vertrag im Sommer 2023 nicht verlängert. Ende August 2023 verpflichtete ihn der Drittligist Hua Hin Maraleina FC. Mit dem Verein aus Hua Hin spielte er achtmal in der Western Region der Liga. Im Januar 2024 wechselte er in die zweite Liga, wo er in Phrae einen Vertrag beim Phrae United FC unterschrieb. Nach fünf Ligaspielen wechselte er im Sommer 2024 zum Erstligisten PT Prachuap FC. Nach einer Spielzeit, in der er 16 Ligaspiele bestritt, wechselte er auf Leihbasis nach Malaysia. Hier schloss er sich dem Erstligaaufsteiger Immigration FC an.

## Erfolge
Raj-Pracha FC
- Thai League 3 – West: 2020/21  ▲

Trat FC
- Thailändischer Zweitligavizemeister: 2022/23  ▲